# Ftalazină
Ftalazina (denumită și benzopiridazină) este un compus heterociclic, derivat de piridazină, cu formula chimică C
8H
6N
2. Este un izomer de diazanaftalină, la fel cum sunt și chinoxalina, cinolina și chinazolina.

## Obținere
Ftalazina se poate obține în urma reacției de condensare a w-tetrabromortoxilenului cu hidrazina, sau prin reacția de reducere a cloroftalazinei cu fosfor și acid iodhidric.

## Proprietăți
Prezintă caracter bazic.